# Denis Hardy
Pour les personnes ayant le même patronyme, voir Hardy.
Denis Hardy (Sainte-Thérèse, 27 janvier 1936 - 12 mai 2016, Rosemère) est un homme politique québécois. Il est le député libéral de Terrebonne 1965 à 1966 et de 1970 à 1976.